# National Palace Museum of Korea

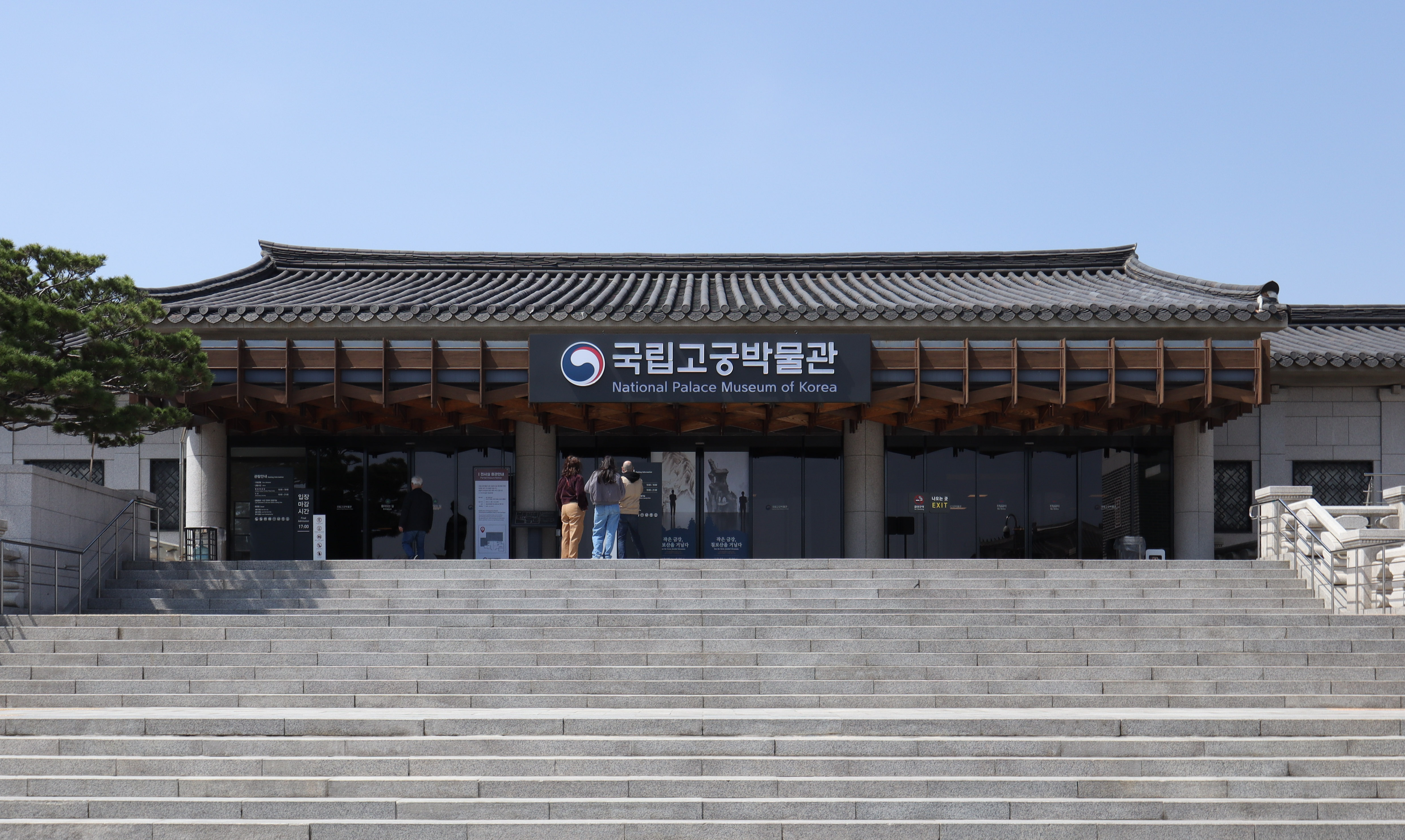
Eingang zum National Palace Museum of Korea

Das National Palace Museum of Korea (koreanisch: 국립고궁박물관 Gungnip Gogung Bangmulgwan) ist ein Museum in Seoul (서울), der Hauptstadt des Landes Südkorea, das Kunstschätze und Dokumente des königlichen Hofes sowie des späteren kaiserlichen Hofes der Joseon-Dynastie (조선왕조) (1392–1910) zum Gegenstand seiner Sammlung und Ausstellung hat.

## Geographie
Das Museum befindet sich in Seoul, im Stadtteil Jongno-gu (종로구), auf dem Grundstück des Gyeongbokgung-Palastes (경복궁), in der südwestlichen Ecke des Areals. Der Haupteingang ist nach Osten ausgerichtet und vom Gwanghwamun (광화문), dem Tor und Eingang des Palastes  aus zugänglich.

## Geschichte
Das National Palace Museum of Korea wurde im Oktober 1992 als Royal Museum vom Präsidenten Roh Tae-woo (노태우) unter dem Präsidenten-Dekret Nummer 13753 gegründet und im Dezember desselben Jahres in der Seokjojeon-Halle (석조전) des Deoksugung-Palastes eröffnet. Nachdem sich im November 2004 das Komitee zur Gründung des Joseon Royal Museum gebildet hatte und den Auftrag bekam, das Museum speziell auf die Zeit der Joseon-Dynastie auszurichten, wurde das Royal Museum im März 2005 in National Palace Museum of Korea umbenannt und startete im August desselben Jahres mit ersten fünf parallel laufenden Ausstellungen.
Im Juli 2006 wurde anlässlich der Rückgabe der Bücher der sogenannten Odaesan-Kopien (오대산) von Japan an Südkorea die Ausstellung zu den Annalen der Joseon-Dynastie organisiert, gefolgt von der Ausstellung zu den königlichen Siegeln der Joseon-Dynastie im August 2006. Anlässlich der Rückgabe weiterer Bücher der Joseon-Dynastie von Japan an Südkorea erfolgte deren Präsentation im Dezember 2011. Im Jahr 2014 schloss das Museum mit den Verantwortlichen des Tokyo National Museum, dem Okinawa Prefectural Museum & Art Museum, der Okinawa Churashima Foundation, dem Naha City Museum of History und dem Urasoe City Art Museum in Japan Vereinbarungen zur Zusammenarbeit ab. Weitere Vereinbarungen mit anderen Museen bzw. Institutionen weltweit erfolgten im November 2016 mit dem Library and Archives Canada, im März 2017 mit der Princely Collections des Liechtenstein Museums in Vaduz und im September 2017 mit dem Canadian Conservation Institute in Ottawa.

## Das Museum
Das Museum verfügt über eine Sammlung von rund 45.000 Kunstgegenständen und Dokumenten, angefangen von Kleidungsstücken der Mitglieder des königlichen Hofes, über Schmuckgegenständen, königlichen Siegeln und anderen Gegenständen des Hofes, bis hin zu Büchern und Dokumenten sowie handschriftlichen Aufzeichnungen der Könige. Auch Fahrzeuge, Möbel und Regenmessgeräte gehören beispielsweise zu der Sammlung und der ständigen Ausstellung. Die Sammlung des Museums umfasst den Zeitraum von 518 Jahren Joseon-Dynastie und spannt den Bogen über 27 Generationen des Königs- und später Kaiserhauses.
Die Organisation des Museums obliegt drei Abteilungen, die sich die mittelfristige und langfristige Planung des Museums, die Ausstellungen und Öffentlichkeitsarbeit und die Pflege und Erweiterung der Sammlung aufteilen.
Die Ausstellungshallen des Museums gliedern sich wie folgt:
- Halle 1: Könige der Joseon-Dynastie
- Halle 2: Joseon-Palast
- Halle 3: Leben am königlichen Hofe
- Halle 4: Koreanisches Kaiserreich
- Halle 5: Astronomie & Wissenschaft I
- Halle 6: Malerei am königlichen Hof
- Halle 7: Jongmyo, der königliche Ahnenschrein
- Halle 8: Musik am königlichen Hof
- Halle 9: Königliche Prozessionen
- Halle 10: Astronomie & Wissenschaft II[4]

## Fotogalerie

Ausstellungsstücke
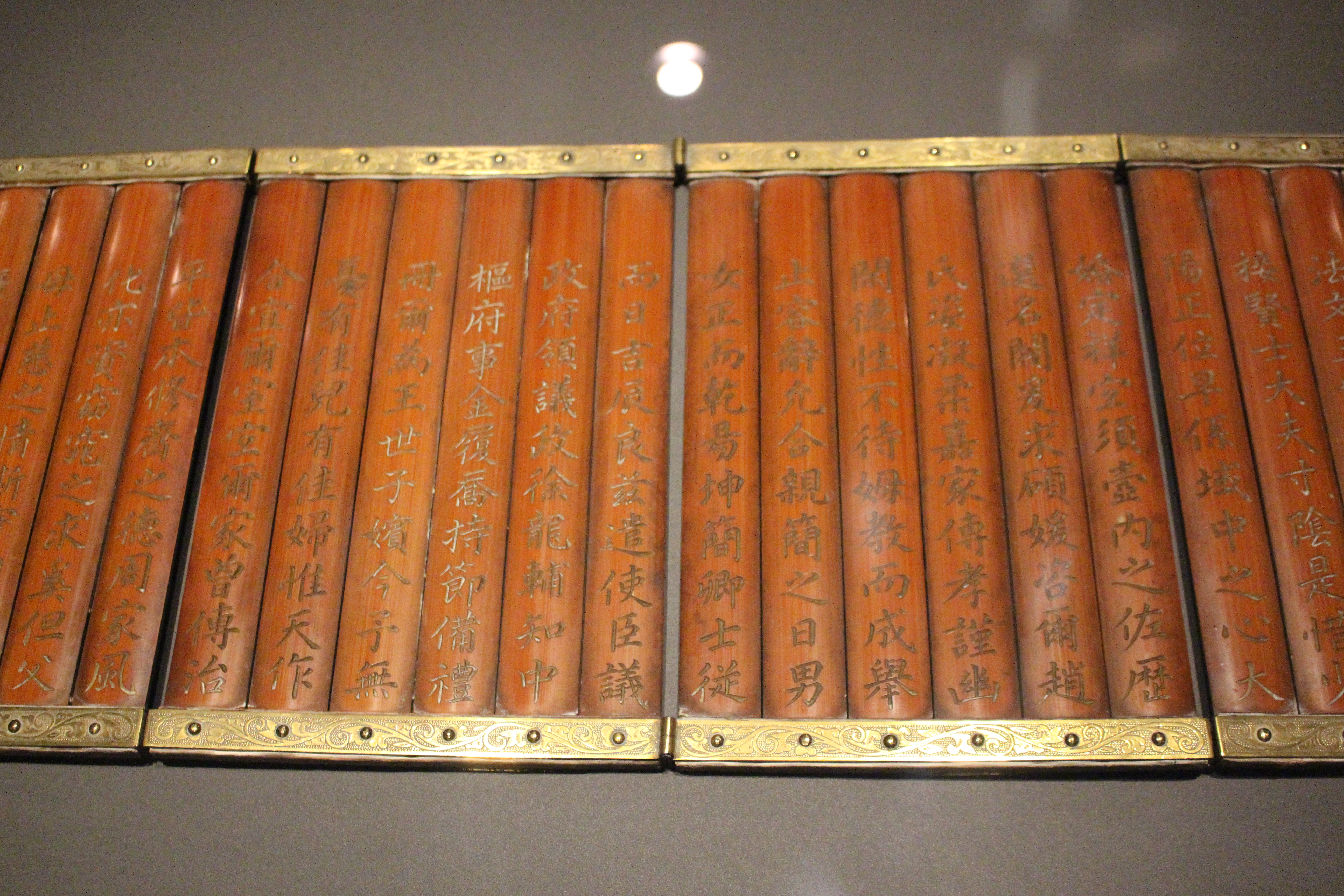
Investiturebuch der Königin Sinjeong (1819)
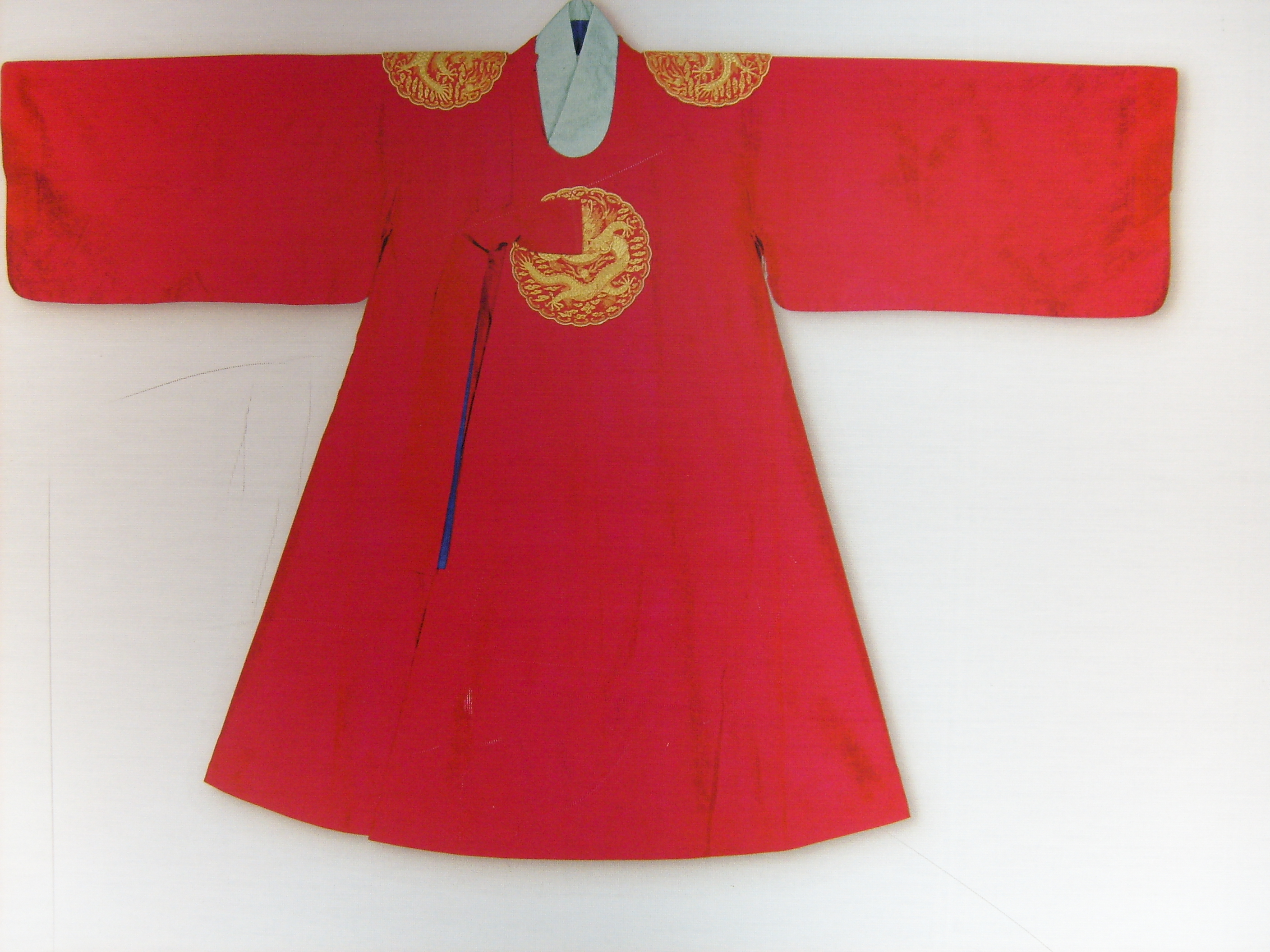
Kostüm des Königs
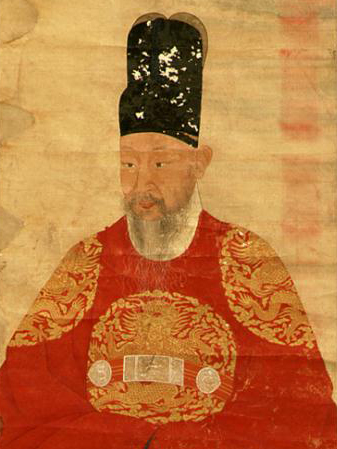
Eojin (어진) von König Yeongjo im Alter von 51 Jahren (1744)
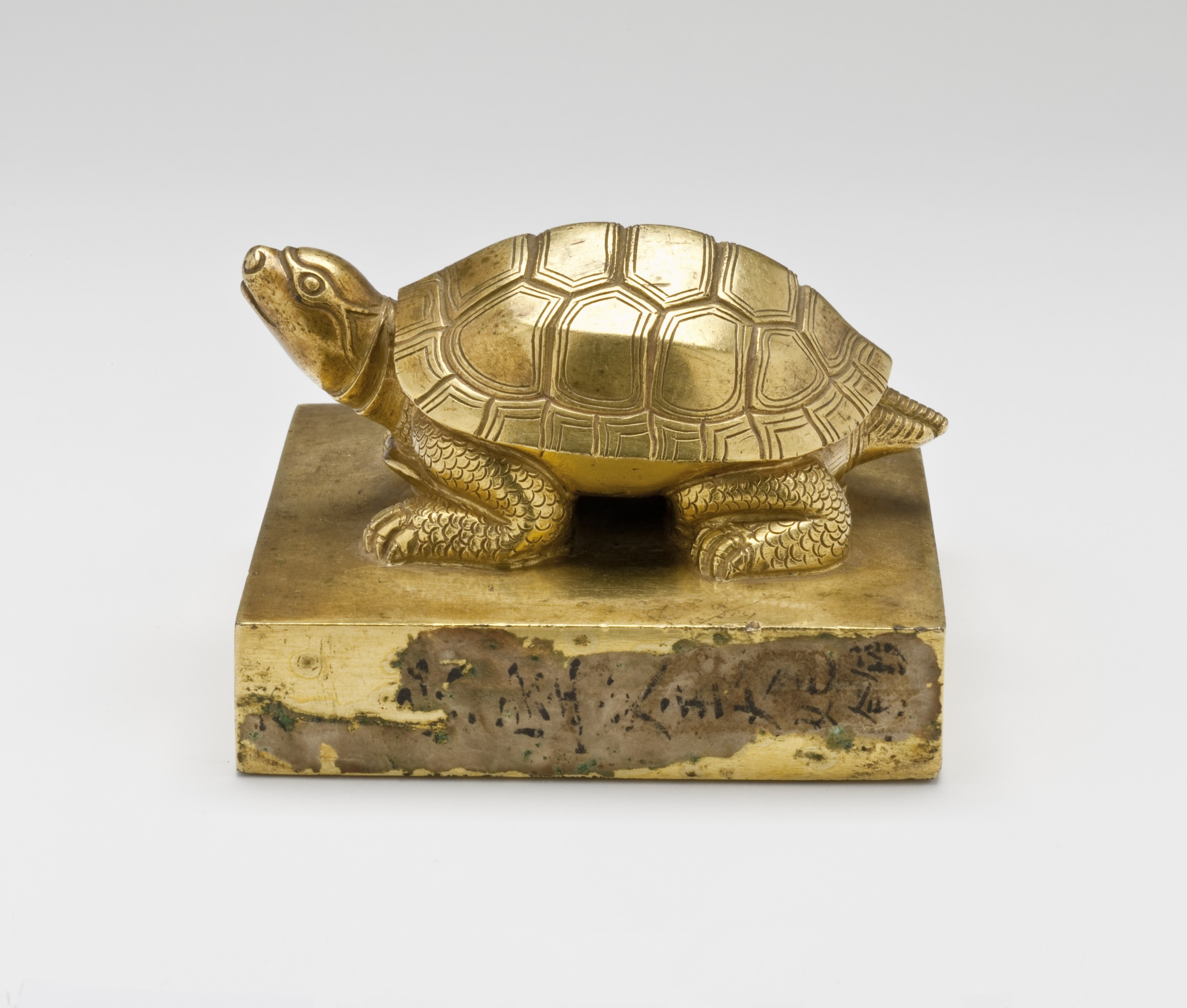
Königlicher Siegel aus dem 16. bis 17. Jahrhundert (vergoldete Bronze)
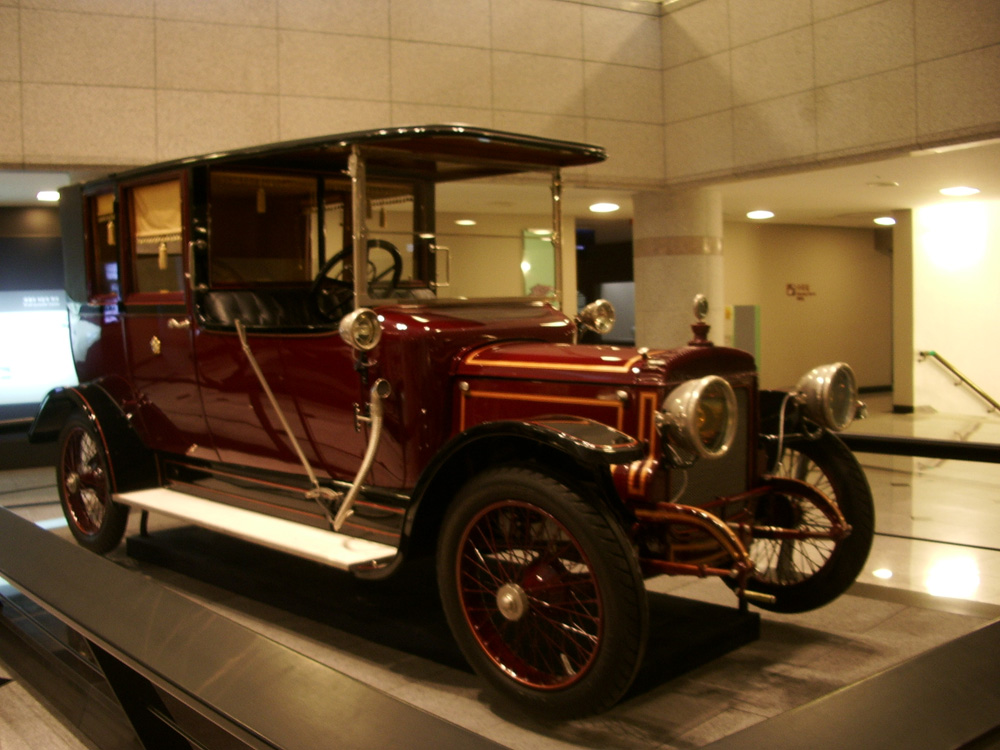
Auto des Kaiserhofes
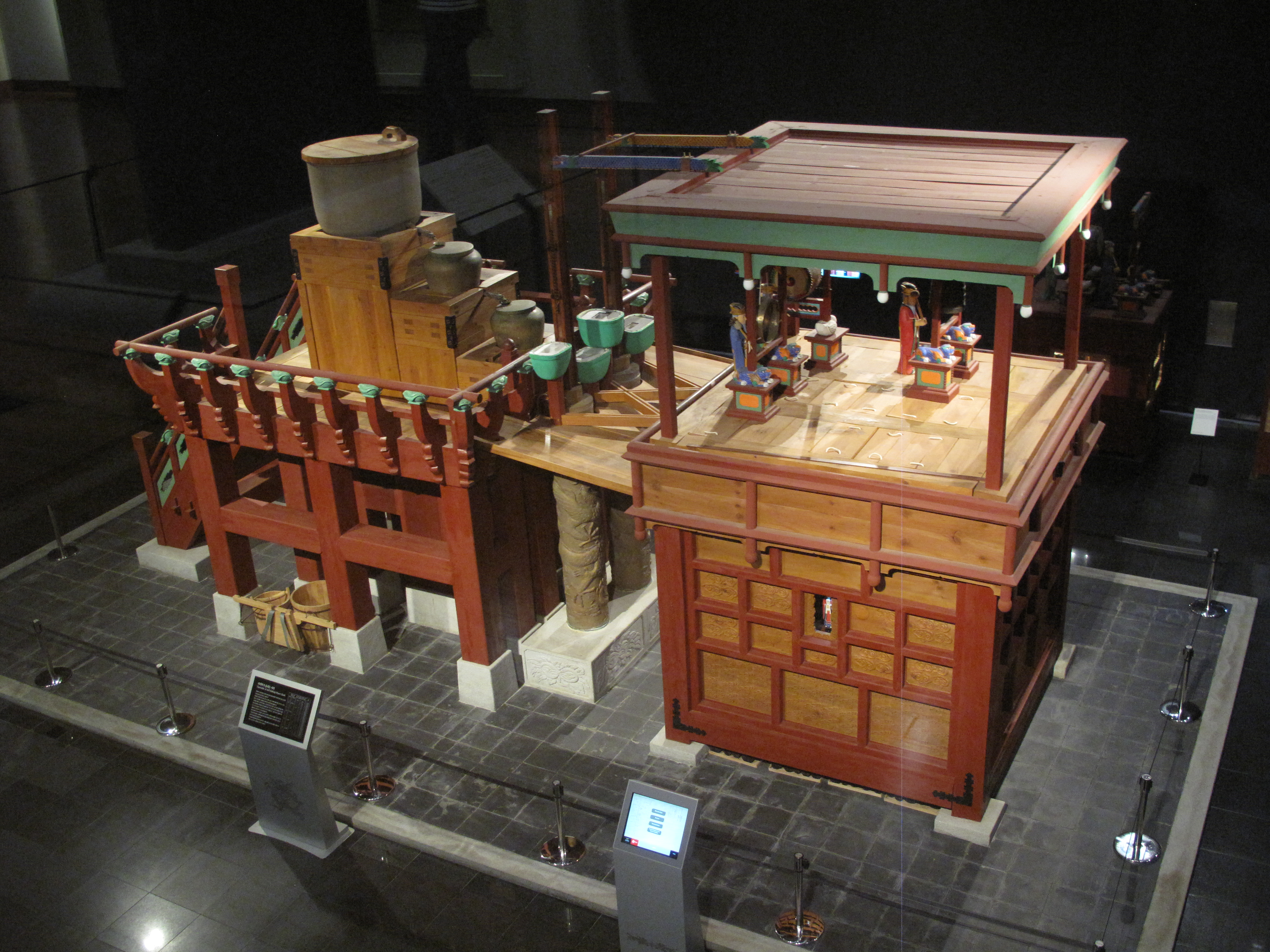
Nachbau einer Klepsydra (Wasseruhr)